# Billy Connolly
William "Billy" Connolly, Jr. (født 24. november 1942) er en skotsk komiker, musiker og skuespiller.
Startede sammen med Tam Harvey bandet Humblebums.
Senere har han udviklet sig som komiker – og er mest kendt for dette.
Billy Connolly har efterhånden medvirket i en del film, bl.a. kultfilmen The Boondock Saints fra 1999 og efterfølgeren The Boondock Saints II: All Saints Day fra 2009.
Han fik konstateret Parkinsons sygdom i 2013.

## Diskografi
Nedenstående er en delvis diskografi for Connollys solokarriere uden udgivelser med Humblebums.
- 1972 – Billy Connolly Live
- 1974 – Cop Yer Whack for This
- 1974 – Solo Concert
- 1975 – Get Right Intae Him! (#80 AUS[1])
- 1975 – Words and Music
- 1975 – The Big Yin
- 1976 – Atlantic Bridge
- 1977 – Billy Connolly
- 1977 – Raw Meat for the Balcony!
- 1978 – Anthology
- 1979 – Riotous Assembly
- 1981 – The Pick of Billy Connolly (compilation) (#34 AUS[1])
- 1983 – A Change Is as Good as Arrest
- 1983 – In Concert
- 1984 – Big Yin Double Helping (compilation)
- 1985 – An Audience with Billy Connolly
- 1985 – Wreck on Tour
- 1987 – Billy & Albert
- 1991 – Live at the Odeon Hammersmith London
- 1995 – Musical Tour of Scotland
- 1995 – Live DownUnder 1995 (#23 AUS[2])
- 1996 – World Tour of Australia
- 1997 – Two Night Stand
- 1999 – Comedy and Songs (compilation)
- 1999 – One Night Stand Down Under
- 2002 – Live in Dublin 2002
- 2002 – The Big Yin – Billy Connolly in Concert (compilation)
- 2003 – Transatlantic Years (compilation of material recorded between 1969 and 1974)
- 2003 – Humble Beginnings: The Complete Transatlantic Recordings 1969–74
- 2005 – Billy Connolly's Musical Tour of New Zealand
- 2007 – Live in Concert
- 2010 – The Man: Live in London (recorded January 2010)
- 2011 – Billy Connolly's Route 66

### VHS / DVD-udgivelser
| År   | Titel                                                         |
| ---- | ------------------------------------------------------------- |
| 1981 | Bites Yer Bum                                                 |
| 1982 | The Pick of Billy Connolly                                    |
| 1985 | An Audience with Billy Connolly                               |
| 1987 | Billy and Albert – Live at the Royal Albert Hall              |
| 1991 | Live at the Odeon Hammersmith                                 |
| 1992 | The Best of 25 Years of Billy Connolly (25BC)                 |
| 1994 | Live 1994                                                     |
| 1995 | Two Bites of Billy Connolly                                   |
| 1997 | Two Night Stand – Live From London and Glasgow                |
| 1998 | Erect for 30 Years                                            |
| 1999 | Live 99 – One Night Stand Down Under and The Best of the Rest |
| 2001 | Live – The Greatest Hits                                      |
| 2002 | Live in Dublin 2002                                           |
| 2005 | Live in New York                                              |
| 2006 | The Essential Collection                                      |
| 2007 | Was It Something I Said?                                      |
| 2010 | Live in London 2010                                           |
| 2011 | You Asked For It                                              |
| 2016 | High Horse Tour Live                                          |

## Skuespil
Connolly har skrevet tre skuespil:
- An' Me Wi' A Bad Leg Tae (1975)
- When Hair Was Long And Time Was Short (1977)
- Red Runner (1979)

## Filmografi

### Film
| År   | Titel                                            | Rolle                             | Noter       |
| ---- | ------------------------------------------------ | --------------------------------- | ----------- |
| 1978 | Absolution                                       | Blakey                            |             |
| 1983 | Bullshot                                         | Hawkeye McGillicuddy              |             |
| 1985 | Water                                            | Delgado                           |             |
| 1989 | The Return of the Musketeers                     | Caddie                            |             |
| 1990 | The Big Man                                      | Frankie                           |             |
| 1993 | Indecent Proposal                                | Auction M.C.                      |             |
| 1995 | Pocahontas                                       | Ben                               | Stemme      |
| 1996 | Muppet Treasure Island                           | Billy Bones                       |             |
| 1997 | Beverly Hills Ninja                              | Japanese Antique Shop Proprietor  | Ukrediteret |
| 1997 | Mrs Brown                                        | John Brown                        |             |
| 1997 | Paws                                             | PC                                | Stemme      |
| 1998 | The Impostors                                    | Mr. Sparks, the Tennis Pro        |             |
| 1998 | Middleton's Changeling                           | Alibius                           |             |
| 1999 | Still Crazy                                      | Hughie Case                       |             |
| 1999 | The Debt Collector                               | Nicky Dryden                      |             |
| 1999 | The Boondock Saints                              | Noah MacManus / Il Duce           |             |
| 2000 | Beautiful Joe                                    | Joe                               |             |
| 2000 | An Everlasting Piece                             | Scalper                           |             |
| 2001 | Gabriel & Me                                     | Gabriel                           |             |
| 2001 | Who Is Cletis Tout?                              | Dr. Mike Savian                   |             |
| 2001 | The Man Who Sued God                             | Steve Myers                       |             |
| 2002 | White Oleander                                   | Barry Kolker                      |             |
| 2003 | Timeline                                         | Professor Johnston                |             |
| 2003 | The Last Samurai                                 | Sergeant Zebulon Gant             |             |
| 2004 | Lemony Snicket - En ulykke kommer sjældent alene | Dr. Montgomery "Monty" Montgomery |             |
| 2006 | Garfield: A Tail of Two Kitties                  | Lord Dargis                       |             |
| 2006 | Fido                                             | Fido                              |             |
| 2006 | Open Season                                      | McSquizzy                         | Stemme      |
| 2008 | The X-Files: I Want to Believe                   | Joseph "Father Joe" Crissman      |             |
| 2008 | Open Season 2                                    | McSquizzy                         | Stemme      |
| 2009 | The Boondock Saints II: All Saints Day           | Noah MacManus / Il Duce           |             |
| 2010 | Gulliver's Travels                               | Kong Theodore                     |             |
| 2011 | The Ballad of Nessie                             | Narrator                          | Stemme      |
| 2012 | Modig                                            | Kong Fergus                       | Stemme      |
| 2012 | Quartet                                          | Wilf Bond                         |             |
| 2014 | What We Did on Our Holiday                       | Gordie McLeod                     |             |
| 2014 | The Hobbit: Femhæreslaget                        | Dáin II Ironfoot                  |             |
| 2016 | Wild Oats                                        | Lacey Chandler                    |             |

### Tv
| År        | Titel                                                     | Rolle                   | Noter                                                                 |
| --------- | --------------------------------------------------------- | ----------------------- | --------------------------------------------------------------------- |
| 1975–1976 | Play for Today                                            | Paddy / Jody            | Episodes: "Just Another Saturday" and "The Elephants' Graveyard"      |
| 1980      | Not the Nine O'Clock News                                 | Forskellige roller      | 2 episoder                                                            |
| 1980      | Worzel Gummidge                                           | Bogle McNeep            | Episode: "A Cup 'O Tea and a Slice 'O Cake"                           |
| 1980–1981 | The Kenny Everett Video Cassette                          | Various roles           | 3 episoder                                                            |
| 1982–1983 | The Kenny Everett Television Show                         | Various roles           | 9 episoder                                                            |
| 1983      | Androcles and the Lion                                    | Androcles               | Television film                                                       |
| 1984–1985 | Tickle on the Tum                                         | Bobby Binns             | 2 episoder                                                            |
| 1985–1987 | Super Gran                                                | Angus McSporran         | Episode: "Supergran and the Course of True Love"; also theme composer |
| 1985      | Blue Money                                                | Des                     | Television film                                                       |
| 1988      | City Lights                                               | The Dosser              | Episode: "It's a Wonderful Life, Too"                                 |
| 1988      | Minder                                                    | Tick Tack               | Episode: "Fatal Impression"                                           |
| 1991      | Screen Two                                                | Game Show Host / Busker | Episode: "Dreaming"                                                   |
| 1990–1991 | Head of the Class                                         | Billy MacGregor         | 22 episodes                                                           |
| 1992      | Billy                                                     | Billy MacGregor         | 13 episodes                                                           |
| 1993      | Screen One                                                | Jo Jo Donnelly          | Episode: "Down Among the Big Boys"                                    |
| 1994      | World Tour of Scotland                                    | Himself (host)          | 6 episodes                                                            |
| 1995      | A Scot in the Arctic                                      | Himself (host)          | Television special                                                    |
| 1996      | Dennis the Menace and Gnasher                             | Captain Trout           | Stemme Episode: "Dennis Ahoy!"                                        |
| 1996      | Billy Connolly's World Tour of Australia                  | Himself (host)          | 8 episodes                                                            |
| 1996–1997 | Pearl                                                     | William 'Billy' Pynchon | 2 episodes                                                            |
| 1997      | Deacon Brodie                                             | William Brodie          | Screen One Special                                                    |
| 1998      | Veronica's Closet                                         | Campbell                | Episode: "Veronica's Got A Secret"                                    |
| 1998      | Tracey Takes On...                                        | Rory Cassidy            | Episode: "Culture"                                                    |
| 1999      | 3rd Rock from the Sun                                     | Inspector Macaffery     | Episode: "Dial M for Dick"                                            |
| 2001      | Columbo                                                   | Findlay Crawford        | Episode: "Murder with Too Many Notes "                                |
| 2001      | Prince Charming                                           | Hamish                  | Television film                                                       |
| 2001      | Gentlemen's Relish                                        | Kingdom Swann           | Television film                                                       |
| 2002      | Billy Connolly's World Tour of England, Ireland and Wales | Himself (host)          | 8 episodes                                                            |
| 2004      | Billy Connolly's World Tour of New Zealand                | Himself (host)          | 8 episodes                                                            |
| 2009      | Billy Connolly: Journey to the Edge of the World          | Himself (host)          | 4 episodes                                                            |
| 2011      | Billy Connolly's Route 66                                 | Himself (host)          | 4 episodes                                                            |
| 2012      | House                                                     | Thomas Bell             | Episode: "Love is Blind"                                              |
| 2014      | Billy Connolly's Big Send Off                             | Himself (host)          | 2 episodes                                                            |
| 2016      | Billy Connolly's Tracks Across America                    | Himself (host)          | 3 episodes                                                            |
| 2017      | Billy Connolly & Me: A Celebration                        | Himself                 | Television documentary                                                |
| 2017      | Billy Connolly: Portrait of a Lifetime                    | Himself                 | Television documentary                                                |
| 2018      | Billy Connolly's Ultimate World Tour                      | Himself (host)          | 1 episode                                                             |
| 2019      | Billy Connolly: Made in Scotland                          | Himself                 | 2 episodes                                                            |
| 2019      | Billy Connolly's Great American Trail                     | Himself (host)          | 3 episodes                                                            |
| 2020      | Billy and Us                                              | Himself (host)          | 6 episodes                                                            |
| 2020      | Billy Connolly: It's Been A Pleasure                      | Himself                 | Television documentary                                                |
| 2021      | Billy Connolly: My Absolute Pleasure                      | Himself                 | Television documentary                                                |
| 2022      | Billy Connolly Does...                                    | Himself                 | Television documentary series                                         |